# Maarten Luther Kerk (Amsterdam)

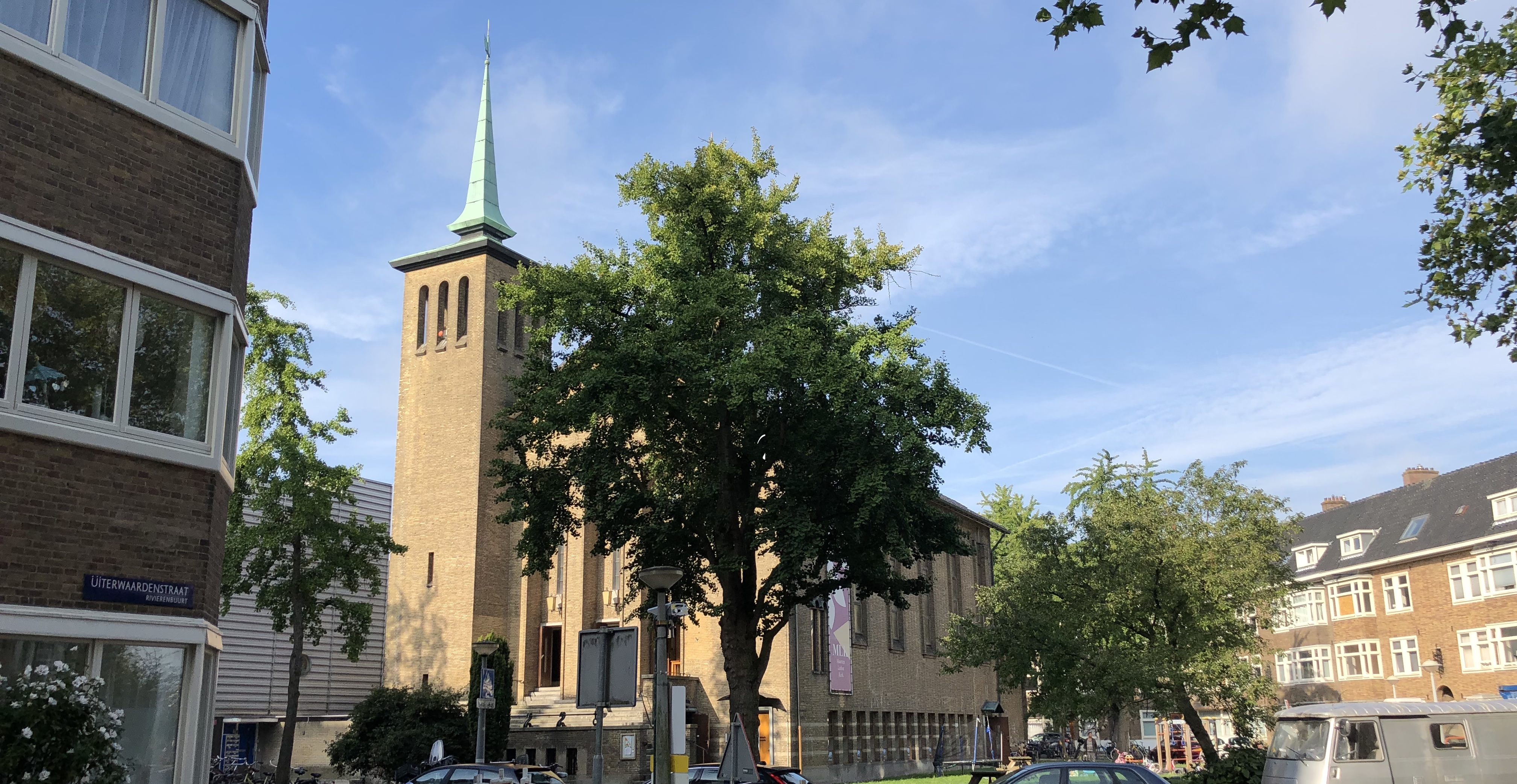

De Maarten Luther Kerk (MLK), of Maarten Lutherkerk, is een kerkgebouw in de Rivierenbuurt in Amsterdam-Zuid.
Dit kerkgebouw is voor de Evangelisch-Lutherse kerk in de bouwstijl van de Amsterdamse School ontworpen door de architect F Jantzen.